# Llista de bisbes de Lleida
Aquesta és la llista dels bisbes de Lleida, que recull els bisbes tan documentats com els que inclou l'episcopologi actual del bisbat. Inclou també els bisbes de Roda i Barbastre entre els segles IX i XI, mentre el bisbat no va ser restaurat a la ciutat de Lleida.
L'episcopologi actual del bisbat de Lleida, contingut al seu lloc web, inclou tota una sèrie de bisbes des del segle III, que no inclou i que de fet descarta l'obra clàssica crítica d'història de l'Església, España Sagrada, en el volum sobre la història antiga de la diòcesi de Lleida (1836) escrita per José de la Canal, membre de la Reial Acadèmia de la Història. Afirma que no s'esmenta cap bisbe en concilis o altra documentació d'autors eclesiàstics. Així, tot i esmentar i no posar en dubte l'existència d'un bisbe Lliceri o Lleïr, no creu que fos de Lleida, i considera que el primer bisbe de Lleida ben documentat és Pere, que va ser esmentat per Isidor de Sevilla a De Viris Illustribus, és a dir al segle VI. Es van elaborar dues llistes de bisbes: una obra del canonge Daniel Finestres (1702-1744), amb acotació de documents que fixaven l'època dels prelats. Una altra, de caràcter breu, obra de Jaume Caresmar (1717-1791), amb l'objectiu que fos imprès per a un sínode. Se'n va servir Jaume Villanueva, amb la col·laboració de l'arxiver Rafael Barnola, per elaborar l'episcopologi que conté a Viage literario a las iglesias de España, que recull els bisbes des de la restauració el 1149, tal com també fa Pedro Sáinz de Baranda en la continuació de la història del bisbat de Lleida novament a España Sagrada.
| Nom                                                     | Període       | Nota                                           | Ref.              |
| ------------------------------------------------------- | ------------- | ---------------------------------------------- | ----------------- |
| Pere                                                    | Inicis s. VI  | Esmentat per Isidor de Sevilla.                | [ 2 ]             |
| Oronci                                                  | ca. 516-517   |                                                | [ 2 ]             |
| Andreu                                                  | ca. 540       |                                                | [ 2 ]             |
| Februari                                                | ca. 546       |                                                | [ 2 ]             |
| Polivi                                                  | ca. 589       |                                                | [ 2 ]             |
| Julià                                                   | ca. 592       |                                                | [ 2 ]             |
| Ameli                                                   | ca. 599       |                                                | [ 2 ]             |
| Gomarel                                                 | ca. 614       |                                                | [ 2 ]             |
| Fructuós                                                | ca. 633       |                                                | [ 2 ]             |
| Gaudelè                                                 | ca. 653       |                                                | [ 2 ]             |
| Eusend                                                  | ca. 683       |                                                | [ 2 ]             |
| Invasió musulmana i trasllat a la seu de Roda d'Isàvena |               |                                                |                   |
| Jaume I                                                 | ca. 842       |                                                | [ 2 ]             |
| Adolf                                                   | 887-922       |                                                | [ 2 ]             |
| Ató                                                     | 923-955       |                                                | [ 2 ]             |
| Odesind                                                 | 955-973       |                                                | [ 2 ]             |
| Aimeric I                                               | ca. 988-991   |                                                | [ 2 ]             |
| Jaume II                                                | ca. 996       |                                                | [ 2 ]             |
| Aimeric II                                              | ca. 1006-1007 |                                                | [ 2 ]             |
| Borrell                                                 | ca. 1017      |                                                | [ 2 ]             |
| Arnulf I                                                | 1023-1067     |                                                | [ 2 ]             |
| Salomó                                                  | 1068-1075     |                                                | [ 2 ]             |
| Arnulf II                                               | 1076          |                                                | [ 2 ]             |
| Ramon Dalmau                                            | 1076-1094     |                                                | [ 2 ]             |
| Llop                                                    | 1094-1097     |                                                | [ 2 ]             |
| Trasllat a la seu de Barbastre                          |               |                                                |                   |
| Ponç                                                    | 1097-1104     |                                                | [ 2 ]             |
| Ramon II                                                | 1104-1126     |                                                | [ 2 ]             |
| Esteve                                                  | 1126          |                                                | [ 2 ]             |
| Pere Guillem                                            | 1126-1135     |                                                | [ 2 ]             |
| Ramir d'Aragó                                           | 1135          |                                                | [ 2 ]             |
| Gaufred                                                 | 1135-1143     |                                                | [ 2 ]             |
| Restitució de la seu a Lleida el 1149                   |               |                                                |                   |
| Guillem Peris                                           | 1143-1176     | Intitulat bisbe de Barbastre fins a 1149       | [ 2 ]             |
| Guillem Berenguer                                       | 1177-1191     |                                                | [ 1 ] [ 3 ] [ 4 ] |
| Gombau de Camporrells                                   | 1192-1205     |                                                | [ 1 ] [ 3 ] [ 4 ] |
| Berenguer d'Erill                                       | 1205-1235     |                                                | [ 1 ] [ 3 ] [ 4 ] |
| Pere d'Albalat                                          | 1236-1238     |                                                | [ 1 ] [ 3 ] [ 4 ] |
| Ramon de Siscar, OC                                     | 1238-1247     |                                                | [ 1 ] [ 3 ] [ 4 ] |
| Guillem de Barberà, OC                                  | 1248-1255     |                                                | [ 1 ] [ 3 ] [ 4 ] |
| Berenguer de Peralta, OP                                | 1256          |                                                | [ 1 ] [ 3 ] [ 4 ] |
| Guillem de Montcada                                     | 1257-1278     |                                                | [ 1 ] [ 3 ] [ 4 ] |
| Guillem Bernat de Fluvià                                | 1282-1286     |                                                | [ 1 ] [ 3 ] [ 4 ] |
| Guerau d'Andria                                         | 1290-1298     |                                                | [ 1 ] [ 3 ] [ 4 ] |
| Pere del Rei                                            | 1299-1308     |                                                | [ 1 ] [ 3 ] [ 4 ] |
| Ponç d'Aguilaniu                                        | 1308-1313     |                                                | [ 1 ] [ 3 ] [ 4 ] |
| Guillem d'Aranyó, OP                                    | 1314-1321     |                                                | [ 1 ] [ 3 ] [ 4 ] |
| Ponç de Vilamur                                         | 1322-1324     |                                                | [ 1 ] [ 3 ] [ 4 ] |
| Ramon d'Avinyó                                          | 1324-1327     |                                                | [ 1 ] [ 3 ] [ 4 ] |
| Arnau Sescomes                                          | 1327-1334     |                                                | [ 1 ] [ 3 ] [ 4 ] |
| Ferrer Colom                                            | 1334-1340     |                                                | [ 1 ] [ 3 ] [ 4 ] |
| Jaume Sitjó                                             | 1341-1348     |                                                | [ 1 ] [ 3 ] [ 4 ] |
| Esteve Mulceo                                           | 1349-1360     |                                                | [ 1 ] [ 3 ] [ 4 ] |
| Romeu Sescomes                                          | 1361-1380     | President de la Generalitat de Catalunya       | [ 1 ] [ 3 ] [ 4 ] |
| Guerau de Requesens i de Relat                          | 1380-1399     |                                                | [ 1 ] [ 3 ] [ 4 ] |
| Pere de Santcliment                                     | 1399-1403     |                                                | [ 1 ] [ 3 ] [ 4 ] |
| Joan Bauphes                                            | 1403          |                                                | [ 1 ] [ 3 ] [ 4 ] |
| Pere de Sagarriga i de Pau                              | 1404-1407     |                                                | [ 1 ] [ 3 ] [ 4 ] |
| Pere de Cardona i de Luna                               | 1407-1411     |                                                | [ 1 ] [ 3 ] [ 4 ] |
| Domènec Ram i Lanaja                                    | 1415-1434     | President de la Generalitat de Catalunya       | [ 1 ] [ 3 ] [ 4 ] |
| García Aznar de Añón                                    | 1435-1449     |                                                | [ 1 ] [ 3 ] [ 4 ] |
| Antoni Cerdà i Lloscos                                  | 1449-1459     |                                                | [ 1 ] [ 3 ] [ 4 ] |
| Lluís Joan del Milà i Borja                             | 1461-1510     |                                                | [ 1 ] [ 3 ] [ 4 ] |
| Joan d'Enguera                                          | 1510-1516     |                                                | [ 1 ] [ 3 ] [ 4 ] |
| Jaime de Conchillos, O. de M.                           | 1512-1542     |                                                | [ 1 ] [ 3 ] [ 4 ] |
| Martí Valero                                            | 1542          |                                                | [ 1 ] [ 3 ] [ 4 ] |
| Ferran de Lloaces i Peres                               | 1543-1553     | President de la Generalitat de Catalunya       | [ 1 ] [ 3 ] [ 4 ] |
| Juan de Arias                                           | 1553-1554     |                                                | [ 1 ] [ 3 ] [ 4 ] |
| Miquel Despuig i Vacarte                                | 1556-1559     | President de la Generalitat de Catalunya       | [ 1 ] [ 3 ] [ 4 ] |
| Antoni Agustí i Albanell                                | 1561-1576     |                                                | [ 1 ] [ 3 ] [ 4 ] |
| Miquel Thomàs de Taixequet i Fluixà                     | 1578          |                                                | [ 1 ] [ 3 ] [ 4 ] |
| Carles Domènech                                         | 1580-1581     |                                                | [ 1 ] [ 3 ] [ 4 ] |
| Benet de Tocco, OSB                                     | 1583-1585     |                                                | [ 1 ] [ 3 ] [ 4 ] |
| Gaspar Joan de la Figuera                               | 1585-1586     |                                                | [ 1 ] [ 3 ] [ 4 ] |
| Juan Martínez de Villatoriel                            | 1586-1591     |                                                | [ 1 ] [ 3 ] [ 4 ] |
| Pere d'Aragó                                            | 1592-1597     |                                                | [ 1 ] [ 3 ] [ 4 ] |
| Francesc Virgili i Caselles                             | 1599-1620     |                                                | [ 1 ] [ 3 ] [ 4 ] |
| Pere Antoni Serra                                       | 1621-1633     | President de la Generalitat de Catalunya       | [ 1 ] [ 3 ] [ 4 ] |
| Antonio Pérez Maxo, OSB                                 | 1633          |                                                | [ 1 ] [ 3 ] [ 4 ] |
| Pere de Magarola i Fontanet                             | 1634          | President de la Generalitat de Catalunya       | [ 1 ] [ 3 ] [ 4 ] |
| Bernardo Caballero de Paredes                           | 1635-1642     |                                                | [ 1 ] [ 3 ] [ 4 ] |
| Vicenç de Margarit i de Biure                           | 1642          | Electe                                         | [ 1 ] [ 3 ] [ 4 ] |
| Pedro de Santiago Anglada, OSA                          | 1644-1650     |                                                | [ 1 ] [ 3 ] [ 4 ] |
| Gaspar Català de Montsonís                              | 1652          | Electe                                         | [ 1 ] [ 3 ] [ 4 ] |
| Miguel de Escartín y Arbeza                             | 1656-1664     |                                                | [ 1 ] [ 3 ] [ 4 ] |
| Brauli Sunyer                                           | 1665-1667     |                                                | [ 1 ] [ 3 ] [ 4 ] |
| Josep Ninot i Verdera                                   | 1668-1673     |                                                | [ 1 ] [ 3 ] [ 4 ] |
| Jaume de Copons i de Tamarit                            | 1673-1680     | President de la Generalitat de Catalunya       | [ 1 ] [ 3 ] [ 4 ] |
| Francisco Berardo                                       | 1680-1681     |                                                | [ 1 ] [ 3 ] [ 4 ] |
| Miguel Jerónimo de Molina y Aragonés                    | 1682-1699     |                                                | [ 1 ] [ 3 ] [ 4 ] |
| Juan de Santa María Alonso y Valeria                    | 1699-1700     |                                                | [ 1 ] [ 3 ] [ 4 ] |
| Francisco de Solís y Hervás, OM                         | 1701-1714     |                                                | [ 1 ] [ 3 ] [ 4 ] |
| Francisco Olaso Hipenza                                 | 1714-1735     |                                                | [ 1 ] [ 3 ] [ 4 ] |
| Gregorio Galindo y Zabaldica                            | 1736-1756     |                                                | [ 1 ] [ 3 ] [ 4 ] |
| Manuel Macías Pedrejón                                  | 1757-1770     |                                                | [ 1 ] [ 3 ] [ 4 ] |
| Joaquín Antonio Sánchez Ferragudo                       | 1771-1783     |                                                | [ 1 ] [ 3 ] [ 4 ] |
| Jerónimo María de Torres                                | 1784-1816     |                                                | [ 1 ] [ 3 ] [ 4 ] |
| Manuel Villar y Olleta                                  | 1816-1817     |                                                | [ 1 ] [ 3 ] [ 4 ] |
| Remigio Lasanta Ortega                                  | 1818          |                                                | [ 1 ] [ 3 ] [ 4 ] |
| Simón Antonio de Rentería y Reyes                       | 1819-1824     |                                                | [ 1 ] [ 3 ] [ 4 ] |
| Pablo Colmenares, OSB                                   | 1824-1832     |                                                | [ 1 ] [ 3 ] [ 4 ] |
| Julián Alonso y Vecino                                  | 1833-1844     |                                                | [ 1 ] [ 3 ] [ 4 ] |
| Josep Domènec Costa i Borràs                            | 1848-1850     |                                                | [ 1 ] [ 3 ] [ 4 ] |
| Pedro Cirilo Uriz y Labayru                             | 1850-1861     |                                                | [ 1 ] [ 3 ] [ 4 ] |
| Marià Puigllat i Amigó                                  | 1861-1870     |                                                | [ 1 ] [ 3 ] [ 4 ] |
| Tomàs Costa i Fornaguera                                | 1875-1889     |                                                | [ 1 ] [ 3 ] [ 4 ] |
| Josep Meseguer i Costa                                  | 1889-1905     |                                                | [ 1 ] [ 3 ] [ 4 ] |
| Juan Antonio Ruano Martín                               | 1905-1914     |                                                | [ 1 ] [ 3 ] [ 4 ] |
| Josep Miralles i Sbert                                  | 1914-1925     |                                                | [ 1 ] [ 3 ] [ 4 ] |
| Manuel Irurita Almandoz                                 | 1926-1930     |                                                | [ 1 ] [ 3 ] [ 4 ] |
| Salvi Huix i Miralpeix                                  | 1935-1936     |                                                | [ 1 ] [ 3 ] [ 4 ] |
| Salvador Rial i Llovera                                 | 1938-1939     | Administrador apostòlic a la zona republicana. | [ 5 ]             |
| Manuel Moll i Salord                                    | 1938-1943     |                                                | [ 1 ]             |
| Juan Villar y Sanz                                      | 1943-1947     |                                                | [ 1 ]             |
| Aurelio de Pino Gómez                                   | 1947-1967     |                                                | [ 1 ]             |
| Ramon Malla i Call                                      | 1968-1999     |                                                | [ 1 ]             |
| Francesc Xavier Ciuraneta i Aymí                        | 1999-2007     |                                                | [ 1 ]             |
| Xavier Salinas i Vinyals                                | 2007-2008     |                                                | [ 1 ]             |
| Joan Piris i Frígola                                    | 2008-2015     |                                                | [ 1 ]             |
| Salvador Giménez Valls                                  | 2015-2025     |                                                | [ 1 ]             |
| Daniel Palau i Valero                                   | 2025-         |                                                |                   |